# Пологівська сільська рада (Васильківський район)
Пологівська сільська рада — орган місцевого самоврядування у Васильківському районі Київської області з адміністративним центром у с. Пологи.

## Населені пункти
Сільській раді підпорядковані населені пункти:
- с. Пологи

## Декомунізація
Згідно з законом України «Про засудження комуністичного та націонал-соціалістичного (нацистського) тоталітарних режимів в Україні та заборону пропаганди їхньої символіки» № 317-УІІІ, який був прийнятий 9 квітня 2015 року, зміні назв підлягають топоніми (географічні назви та назви вулиць і підприємств населених пунктів України), що мають комуністичне походження. Рішенням Пологівської сільської ради від  листопада 2015 року змінено назви наступних вулиць села Пологи: вулицю Леніна на вулицю Київську, вулицю Щорса на вулицю Польову та вулицю Суворова на вулицю Кільцеву[джерело?].

## Склад ради
Рада складається з 18 депутатів та голови.

### Керівний склад ради
| ПІБ                               | Основні відомості                                                         | Дата обрання | Дата звільнення |
| --------------------------------- | ------------------------------------------------------------------------- | ------------ | --------------- |
| Невзгляденко Станіслава Василівна | Сільський голова, 1961 року народження, освіта середня, позапартійна      | 26.03.2006   | 31.10.2010      |
| Михайлюк Олег Олексійович         | Сільський голова, 1968 року народження, освіта вища, безпартійний         | 31.10.2010   | 25.10.1915      |
| Руденко Віра Миколаївна           | Сільський голова, 30.08.1964 року народження, освіта середня, безпартійна | 26.10.2015   |                 |

Примітка: таблиця складена за даними джерела